# Músculo glúteo mínimo
O músculo glúteo mínimo é um músculo da região glútea.
Tem sua origem no osso Ílio, mais raro entre as linhas glúteas anterior e inferior, e insere-se na borda anterior do trocanter maior do Fêmur.

## Ações
O glúteo mínimo e glúteo médio abduzem a coxa, quando o membro está estendido, e são principalmente postos em ação para apoiar o corpo em um dos membros, em conjunto com o Tensor fasciæ latæ. Suas fibras anteriores, por tracionar o trocânter maior do fêmur pela frente, rotam a coxa para dentro, na qual a ação é também assistida pelo Tensor fasciæ latæ. Além disso, com o quadril flexionado o glúteo mínimo e glúteo médio externamente rotam a coxa. Com o quadril estendido, o glúteo mínimo e glúteo médio rotam internamente a coxa.